# Chiesa dei Santi Gusmeo e Matteo
La chiesa dei Santi Gusmeo e Matteo è un edificio sacro che si trova a Gravedona, in provincia di Como.
La chiesa sorge su quello che, secondo la leggenda, è il luogo del martirio e della sepoltura dei due santi, militanti nella Legione Tebea, che, sfuggiti al massacro dei compagni voluto dall'imperatore Massimiano, arrivarono fino a Gravedona dove furono catturati e decapitati.
I loro corpi vennero ritrovati l'11 settembre 1248, e - nello stesso anno - sul luogo del ritrovamento fu eretta una chiesa, che venne inizialmente dedicata a San Fedele, altro militare martirizzato sulle sponde lariane, in seguito, appunto ai due Santi.
La chiesa venne eretta verso la metà del XIII secolo; l'edificio originario era di aspetto romanico, a pianta quadrangolare e con la facciata rivolta ad Est, cioè in senso contrario all'attuale. 
Nel 1533 la chiesa venne rinnovata, ampliata e riorientata. La parete della facciata venne demolita, per far posto al nuovo presbiterio: si notano ancora tracce dell'antica struttura, come i pinnacoli in cotto che sormontano l'ex facciata a capanna e il fregio ad archetti ciechi che corre lungo il perimetro del tetto. Sul lato opposto, il portale venne dotato di un pronao. 
Altri interventi di decorazione furono realizzati nei secoli XVII e XVIII, nel corso del quale l'edificio fu completato dalla realizzazione della sacrestia (1609) e del campanile (1616-1617). Nello stesso periodo, l'interno della chiesa venne decorato da affreschi e da stucchi.

## Descrizione
L'esterno è caratterizzato dal pronao sorretto da quattro colonne in marmo, davanti al portale in marmo nero; sul fianco settentrionale sorge il campanile seicentesco, mentre il fianco meridionale mantiene le caratteristiche dall'antica chiesa romanica, con decorazione ad archetti ciechi e lesene.

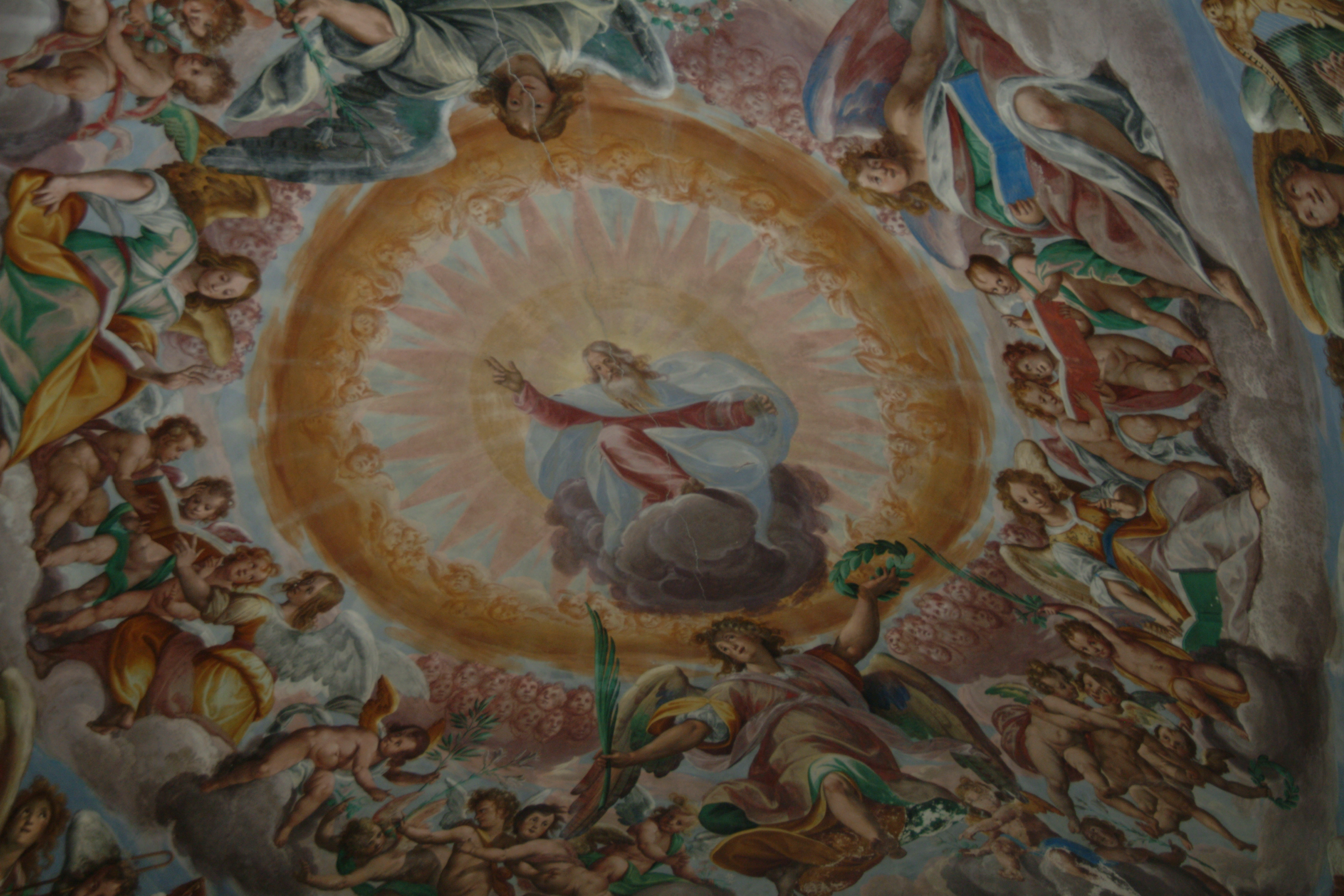
L'affresco sulla volta del presbiterio, dipinto dal Fiammenghino.

L'interno è a navata unica, pavimentato a losanghe bianche e nere, intervallata da numerose lapidi, a ricordo della vocazione cimiteriale del luogo.
Alla destra dell'ingresso si trova la cappella dedicata alla Madonna del Rosario, al cui interno sono custoditi una tela seicentesca con la Madonna col Bambino e San Domenico e, protetto da una teca, un antico stendardo di seta risalente al primo Seicento, con dipinta la Madonna col Bambino tra i Santi Domenico e Caterina, e sul retro i tre santi martiri Fedele, Gusmeo e Matteo.
Sempre sul lato destro si trova la cappella dedicata a Pio V, mentre sul lato sinistro troviamo la cappella della Beata Vergine o dell'Annunciata.
Nel presbiterio, chiuso da una balalaustra in marmo nero di Varenna, si trova l'arca in marmo bianco contenente le reliquie dei due Santi: oggi è usata anche come altare maggiore.
La volta del presbiterio è decorata da affreschi: il più grande rappresenta Dio Padre in Gloria, opera di Giovanni Mauro della Rovere, detto il Fiammenghino, che firmò e datò l'affresco il 28 giugno 1608.
Sul sottarco altri affreschi, dello stesso autore, rappresentano le quattro Virtù Cardinali. 
Sempre al della Rovere sono attribuite le tre tele collocate nell'area del coro, raffiguranti alcune scene legate alla sorte toccata ai santi titolari della chiesa (La predicazione, La morte, Il rinvenimento delle spoglie). Questi tre quadri sono del 1606.
Sopra la porta principale è collocato l'organo, costruito da autore anonimo nel 1738 (la data è dipinta sulla cassa).